# 侯震暘
侯震暘（1569年—1627年），字得一，號在觀、又号啟東，直隸蘇州府嘉定縣民籍，松江府上海縣人，明朝政治人物。

## 生平
萬曆二十二年（1594年）甲午科應天鄉試第五十名舉人，三十八年（1610年）中式庚戌科會試第一百六十二名，三甲第二百三十名進士。通政司觀政，授行人司行人，四十六年（1618年）七月升吏科給事中，上奏章三十餘次，曾推舉孫元化守遼東，天啟二年（1622年）三月論劾輔臣沈㴶、朱國祚等，被調外任，陛辭時又以妄言降一級，致仕歸里，七年（1627年）卒，年五十九，贈太常寺少卿。

## 家族
侯震暘出自紫隄東族侯氏，為當地望族，族人曾出資修建關帝廟、上谷東族宗祠等。先祖姓楊，原籍山西上谷，歷代做官。北宋靖康之難時隨康王趙構南渡，曾居臨安（今杭州）、烏泥徑、真如，後定居上海縣紫隄村（今上海市閔行區華漕鎮）。明朝初傳代至楊文昌，因中表兄弟侯守常無子女，曾撫養外甥徐端為子，一傳而絕，故楊文昌將其子楊彥昇再過繼給侯守常為嗣，改姓後即侯彥昇。
曾祖侯廷用為侯彥昇曾孫，贈湖廣按察司僉事；祖父侯堯封（字欽之，號復吾、鐵庵），福建布政使司右參政；父侯孔詔，貢士，贈文林郎行人司行人。母陳氏。重慶下。
從弟侯萬里（庠生）、侯萬鍾（萬曆三十七年舉人）、侯萬家（庠生）。弟侯履暘、侯恒暘（庠生）。
子侯峒曾（1591年-1645年）、侯岷曾（1591年-1611年？）、侯岐曾（1594年-1646年）。